# Ankh (album)
Ankh – debiutancki album polskiego zespołu Ankh, wydany w 1994. Wydany został przez wytwórnię Mega Czad. Sprzedał się w nakładzie 70 tys. egzemplarzy. Reedycja w 2003 nakładem Metal Mind Productions i Rock Symphony – Brazylia.

## Lista utworów
CD (2006)
1. Początek – 1:43
2. Hate And Love – 7:36
3. Kraina Umarłych – 3:38
4. Wiara – 4:35
5. Bez Imienia – 4:09
6. Sen – 5:50
7. Czekając Na Słońce – 4:36
8. Nocne Kwiaty – 5:08
9. „24” – 4:07
10. Chleb I Krew – 4:27
11. Brama  – 4:15
12. Koniec – 1:37

## Twórcy
- Piotr Krzemiński – gitara elektryczna, śpiew
- Michał Jelonek – skrzypce, instrumenty klawiszowe
- Jacek Gabryszek – perkusja, instrumenty perkusyjne
- Krzysztof Szmidt – gitara basowa